# 琴浦東インターチェンジ
琴浦東インターチェンジ（ことうらひがしインターチェンジ）は鳥取県東伯郡琴浦町にある山陰自動車道（東伯中山道路）のインターチェンジである。事業中は東伯西インターチェンジ（とうはくにしインターチェンジ）の仮称が与えられていた（合併前の東伯町に由来）が、開通に先立つ2010年10月13日、正式名称が発表された。

## 歴史
- 2010年（平成22年）10月13日 : インターチェンジ名が東伯西ICから琴浦東ICに決定。
- 2011年（平成23年）2月27日 : 大栄東伯IC - 赤碕中山IC間開通に伴い供用開始。

## 道路
- E9 山陰自動車道（10番）

## 接続する道路
- 鳥取県道44号東伯野添線
- 鳥取県道50号東伯関金線（鳥取県道44号東伯野添線と重複）

## 隣
E9 山陰自動車道
(9) 大栄東伯IC - (10) 琴浦東IC - (10-1) 琴浦PA/琴の浦IC - (11) 琴浦船上山IC